# Công viên Bródnowski, Warszawa

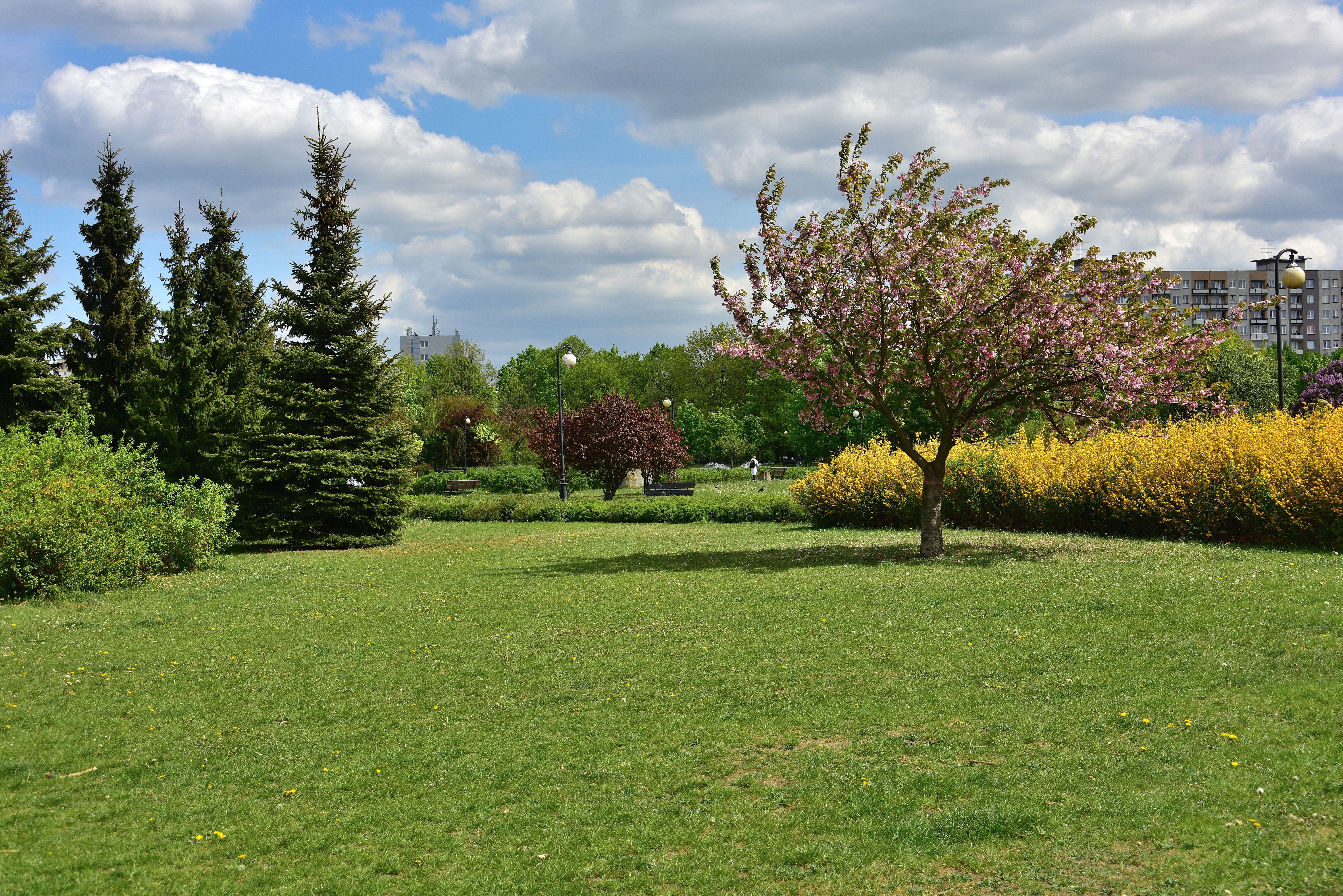
Công viên Bródnowski ở Warsaw vào mùa xuân (2019)

Công viên Bródnowski ở Warsaw (hay Công viên Bródno, tiếng Ba Lan: Park Bródnowski w Warszawie) là một trong những công viên tuyệt đẹp nằm ở quận Targówek, Warsaw, Ba Lan, với diện tích tích khoảng 25 ha. Công viên được xây dựng theo thiết kế của Stefania Traczyńska trong giai đoạn 1976-1978.

## Đặc điểm
Công viên tiếp giáp với các phố: Kondratowicza, Chodecka, Wyszogrodzka và một tuyến đường dành cho người đi bộ (phần mở rộng của Phố Łabiszyńska).
Đây là một trong những khu công viên lớn nhất ở Warsaw với các hình thức giải trí khác nhau. Trong công viên có một hồ chứa nước với tổng diện tích 0,7 ha, khu sân chơi dành cho trẻ em và các sân thể thao (gồm bóng rổ, bóng chuyền và bóng đá), dốc trượt băng, bàn bóng bàn. Công viên còn sở hữu vô số cây xanh cùng nhiều cây bụi đầy màu sắc tạo nên một thiên đường tươi mát và trong lành. Cư dân nơi đây cũng như du khách có thể nghỉ ngơi, thư giãn, đọc sách, hẹn hò và chụp nhiều tấm ảnh với người thân để kỷ niệm.

## Địa danh
Công viên còn nổi tiếng với nhiều tác phẩm điêu khắc công cộng tuyệt đẹp đi đôi với dự án Công viên điêu khắc Bródno (Bródno Sculpture Park) từ năm 2009. Đây là một dự án dài hạn có sự tham gia của nhiều nghệ sĩ và Bảo tàng Nghệ thuật Hiện đại ở Warsaw. Dưới đây liệt kê một số tác phẩm điêu khắc nổi tiếng:
- Đài phun nước - Sylwia (2010) - tác giả: Paweł Althamer và Nowolipie Group
- Thiên thần hộ mệnh - Anioł Stróż (2013) - tác giả: Roman Stańczak
- Dòng chữ bằng gạch cao 16m - BRÓDNO (2011) - tác giả: Jens Haaning và Dania

## Ảnh

Toàn cảnh Công viên Bródnowski (nhìn từ cây cầu bắc qua hồ chứa nước)

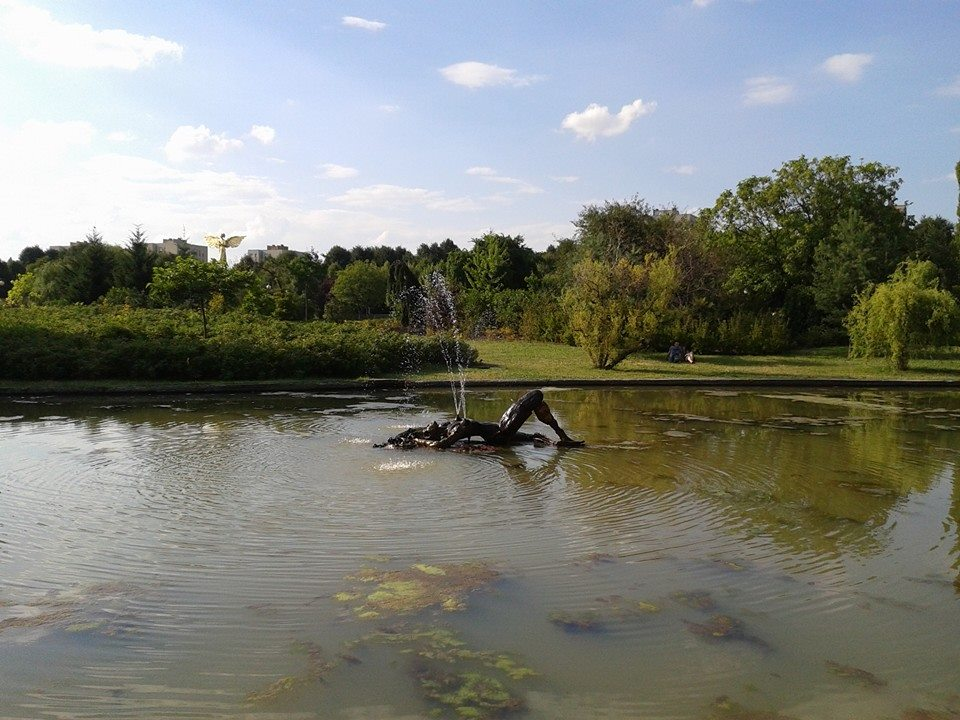
Sylwia
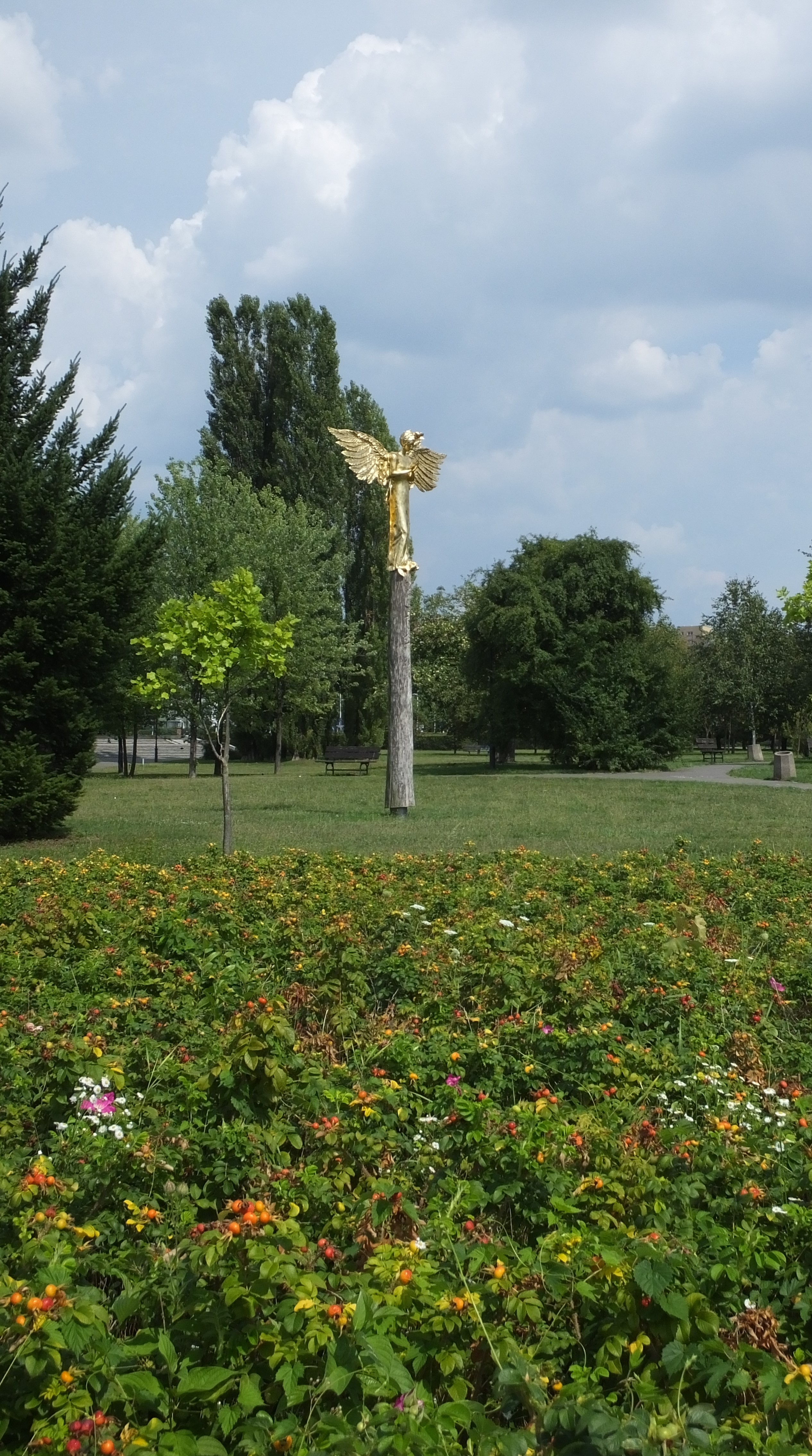
Anioł Stróż
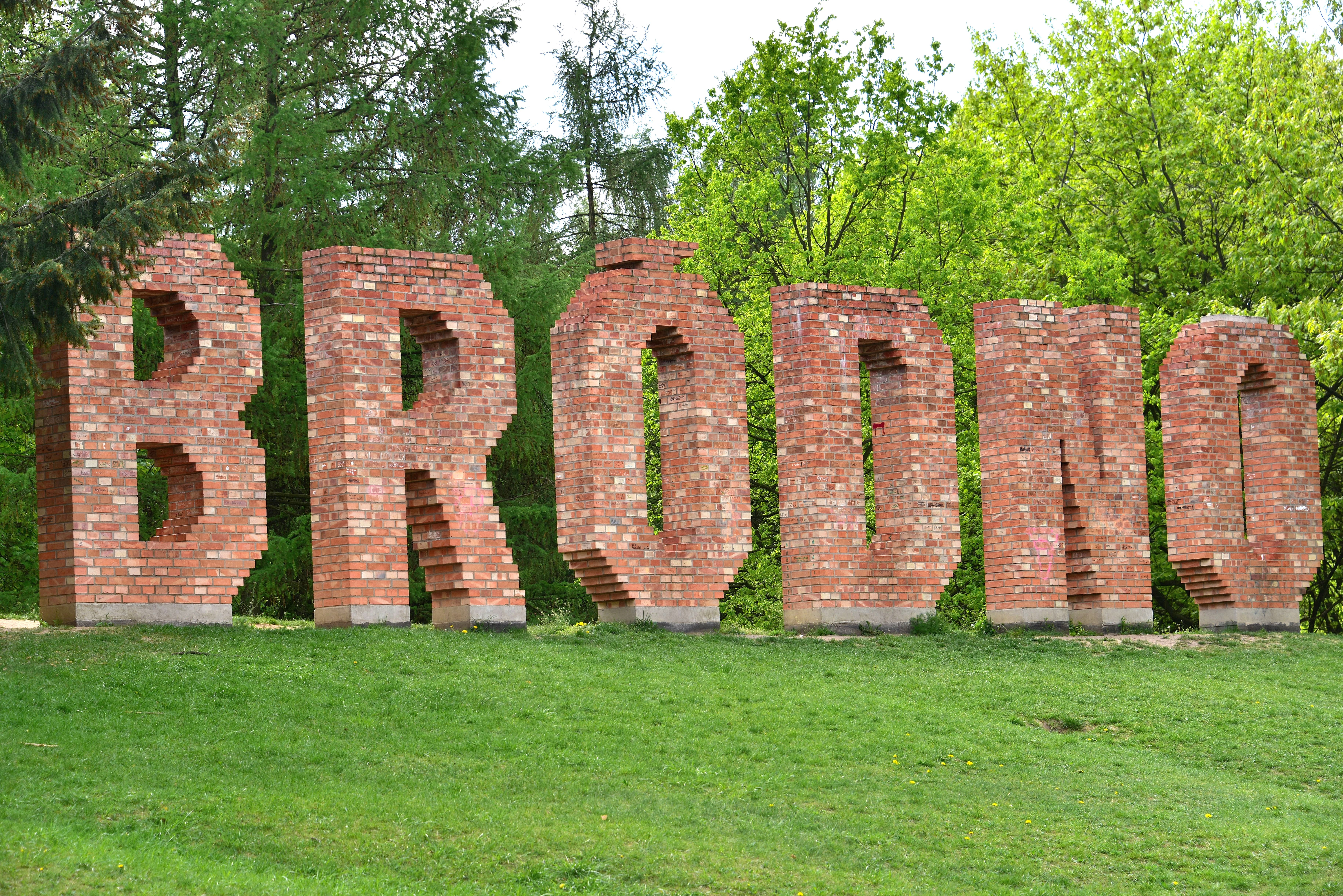
BRÓDNO